# David Timor
David Timor Copoví, né le 17 octobre 1989 à Carcaixent, est un footballeur espagnol évoluant au poste de milieu de terrain.

## Biographie
Le 29 août 2019, Timor signe au Getafe CF pour trois saisons. Il joue son premier match en compétition européenne le 19 septembre contre le Trabzonspor, lors d'une rencontre de phase de groupe de la Ligue Europa.